# Ieva Zarankaitė
Ieva Zarankaitė (23 de noviembre de 1994) es una deportista de Lituania que compite en atletismo. Ganó una medalla de bronce en el Campeonato Europeo de Atletismo por Equipos de 2019, en la prueba de lanzamiento de disco.